# Eupetomena
Genre
Eupetomena est un genre d'oiseaux de la famille des Trochilidae.

## Liste des espèces
Selon la classification de référence du Congrès ornithologique international (12 avril 2024) (ordre phylogénique) :
- Eupetomena macroura (J.F.Gmelin, 1788) – Colibri hirondelle
- Eupetomena cirrochloris (Vieillot, 1818) – Colibri vert et gris

## Classification
Le nom valide complet (avec auteur) de ce taxon est Eupetomena Gould, 1853.
Eupetomena a pour synonymes :
- Aphantochora Salvin, 1861
- Aphantochroa Gould, 1853
- Prognornis Reichenbach, 1854